# 클레멘티역

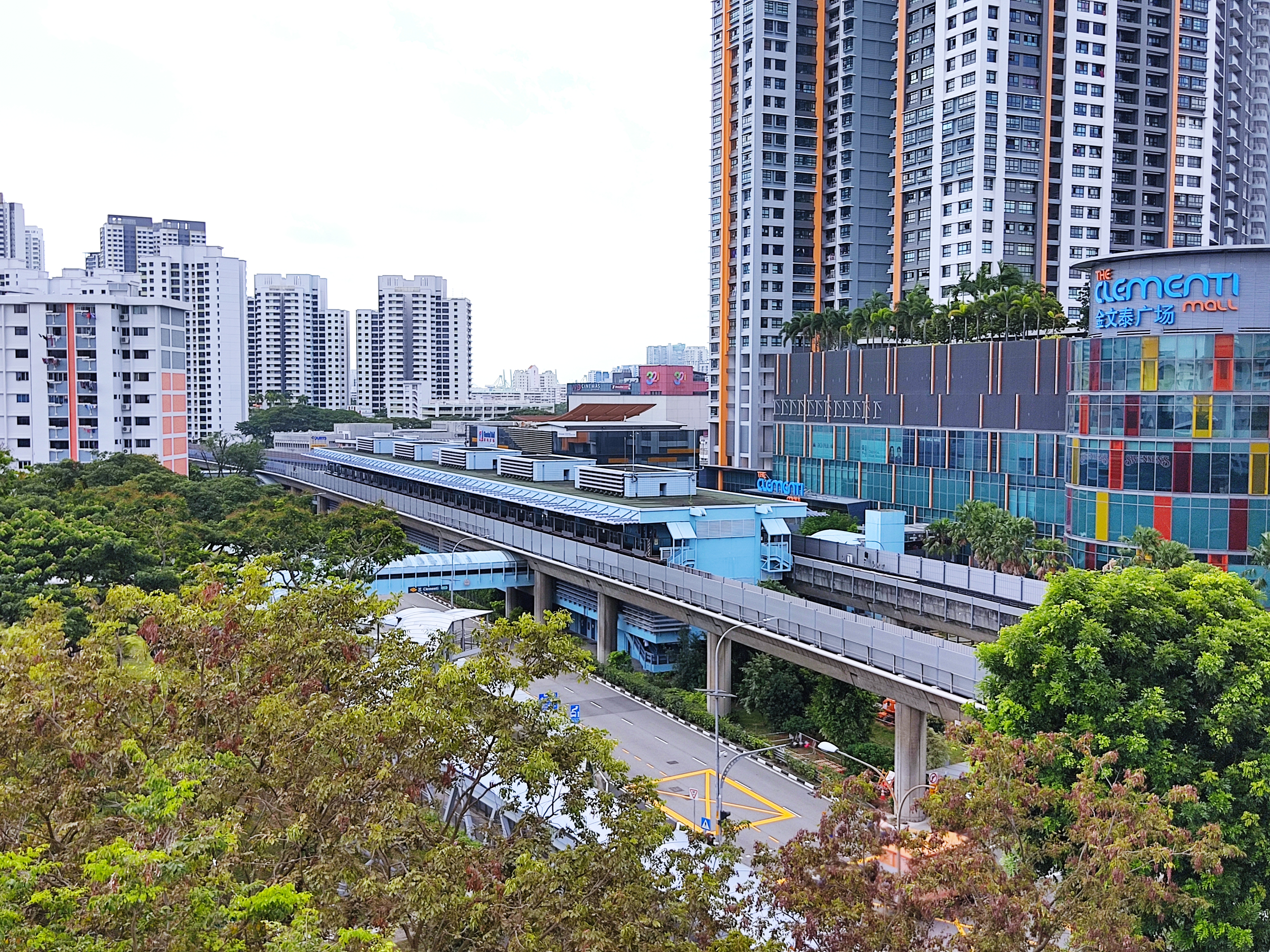

클레멘티역(Clementi MRT station)은 EWL(이스트웨스트선)의 지상 MRT(Mass Rapid Transit) 역이다. 싱가포르 클레멘티에 위치한 이 역은 커먼웰스 애비뉴 웨스트를 따라 위치해 있으며 클레멘티 몰, 클레멘티 버스 인터체인지, 클레멘티 소방서 등의 랜드마크를 운행한다.
MRT 시스템 IA 단계의 일부로 건설된 EWL 역은 1988년 3월 12일에 개통되었다. 선로에 기름이 유출되어 1993년 8월 5일에 두 대의 열차가 역에서 충돌했다. 역은 새로운 절반 높이, 환기를 개선하기 위해 플랫폼 문과 플랫폼 위의 팬, 2018년에 개통된 새로운 연결 통로와 같은 추가 업그레이드를 받았다. 2022년 9월, 이 역은 2단계의 일환으로 크로스아일랜드선(CRL)과의 환승역이 될 것이라고 발표되었다.